# Adairville
Adairville ist eine Kleinstadt im Logan County im US-Bundesstaat Kentucky. Nach der Bevölkerungszählung von 2020 lebten in der Stadt 837 Einwohner.

## Geographie
Die Stadt erstreckt sich über ein Areal von 3,4 km² und wird in keiner Weise von Wasserflächen bedeckt bzw. eingegrenzt.

## Demographie
Dem United States Census 2000 zufolge leben in Adairville 920 Einwohner in 398 Haushalten und 267 Familien. Die Bevölkerungsdichte beträgt 271,2 Menschen/km². Die Bevölkerung der Stadt teilt sich in 79,13 % Prozent Weiße, 18,70 % Afro-Amerikaner, 0,43 % Indianer, 0,00 % ehemalige Bewohner der Pazifischen Inseln, und 0,87 Prozent entstammen anderer ethnischer Herkunft bzw. 0,87 % leiten ihre Abstammung von zwei oder mehr „Rassen“ ab. 2,61 Prozent der Bevölkerung sind hispanischer oder lateinamerikanischer Abstammung.
In 28,4 Prozent der Haushalte leben minderjährige Kinder bei ihren Eltern, in 47,2 % wohnen verheiratete Paare, in 16,8 % leben allein erziehende Mütter, und in 32,9 % leben keine Familien bzw. unverheiratete Paare. 31,4 % aller Haushalte werden von einer einzelnen Person geführt und in 16,3 % der Wohnungen lebt eine alleinstehende Person, die älter als 65 Jahre ist. Die durchschnittliche Größe eines Haushalts beträgt 2,31 und die durchschnittliche Familiengröße 2,79 Individuen.
Die Altersstruktur der städtischen Bevölkerung Adairvilles spaltet sich folgendermaßen auf: 23,5 % unter 18 Jahren, 7,4 % zwischen 18 und 24 Jahren, 26,4 % im Alter zwischen 25 und 44, 26,1 % zwischen 45 und 64, sowie 16,0 Prozent, die älter als 65 Jahre sind. Das durchschnittliche Alter beträgt 40 Jahre.
Auf je 100 Frauen kommen 85,9 Prozent Männer. Nimmt man das Vergleichsalter 18 Jahre oder älter an, so ergibt sich sogar ein Verhältnis von 100:79,6.
Das durchschnittliche Einkommen eines Haushaltes dieser Stadt beträgt 27.266 US-Dollar, das mittlere Einkommen einer Familie 40.139 $. Männer verfügen über ein Einkommen von 26.618 gegen 20.568 $ bei Frauen. Das Pro-Kopf-Einkommen innerhalb der Stadt beträgt 15.490 Dollar. 13,9 Prozent der Bevölkerung und 9,6 % der Familien leben unterhalb der Armutsgrenze. In Bezug auf die Gesamtbevölkerung Adairvilles leben 14,9 % der unter NN-Jährigen und 21,1 % der über 65-Jährigen jenseits der Armutsgrenze.

## Persönlichkeiten
- Walter Pearson (1929–2006), Pokerspieler